# ترانسدانوبیا

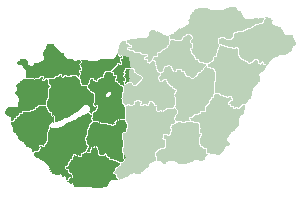
فرادانوب در نقشهٔ مجارستان

ترانسدانوبیا یا فرادانوب (مجاری: Dunántúl; آلمانی: Transdanubien و انگلیسی: Transdanubia) به ناحیهٔ غرب مجارستان با مساحت ۳۸٬۰۰۰ کیلمتر مربع اطلاق می‌شود. فرادانوب از شمال، غرب و جنوب به مرزهای کشور منتهی می‌شود و از شرق به دانوب (که از شمال به جنوب در حرکت است و از میانهٔ کشور می‌گذرد). این تقسیم‌بندی از زمان رومیها که دانوب سر حد امپراتوری روم بوده، اهمیت داشته‌است.
استانهای دیور-موشون-شوپرون، کوماروم-استرگوم، فیر، وسپرم، واش، زالا، شومودی، تولنا، بارانیا و بخشی از پشت (قسمتِ غرب رودخانه) در فرادانوب قرار می‌گیرند. هِویز بزرگ‌ترین چشمه آب‌گرم جهان و بالاتون بزرگ‌ترین دریاچه اروپای مرکزی هر دو در فرادانوب قرار دارند.

## نگارخانه

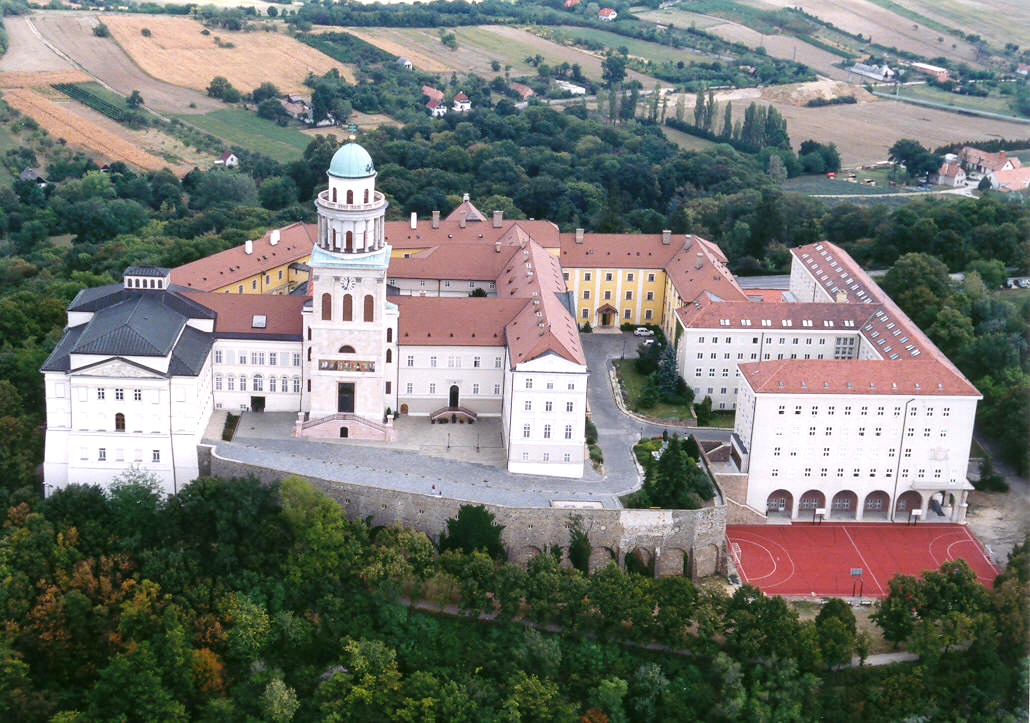
پانون‌هالما
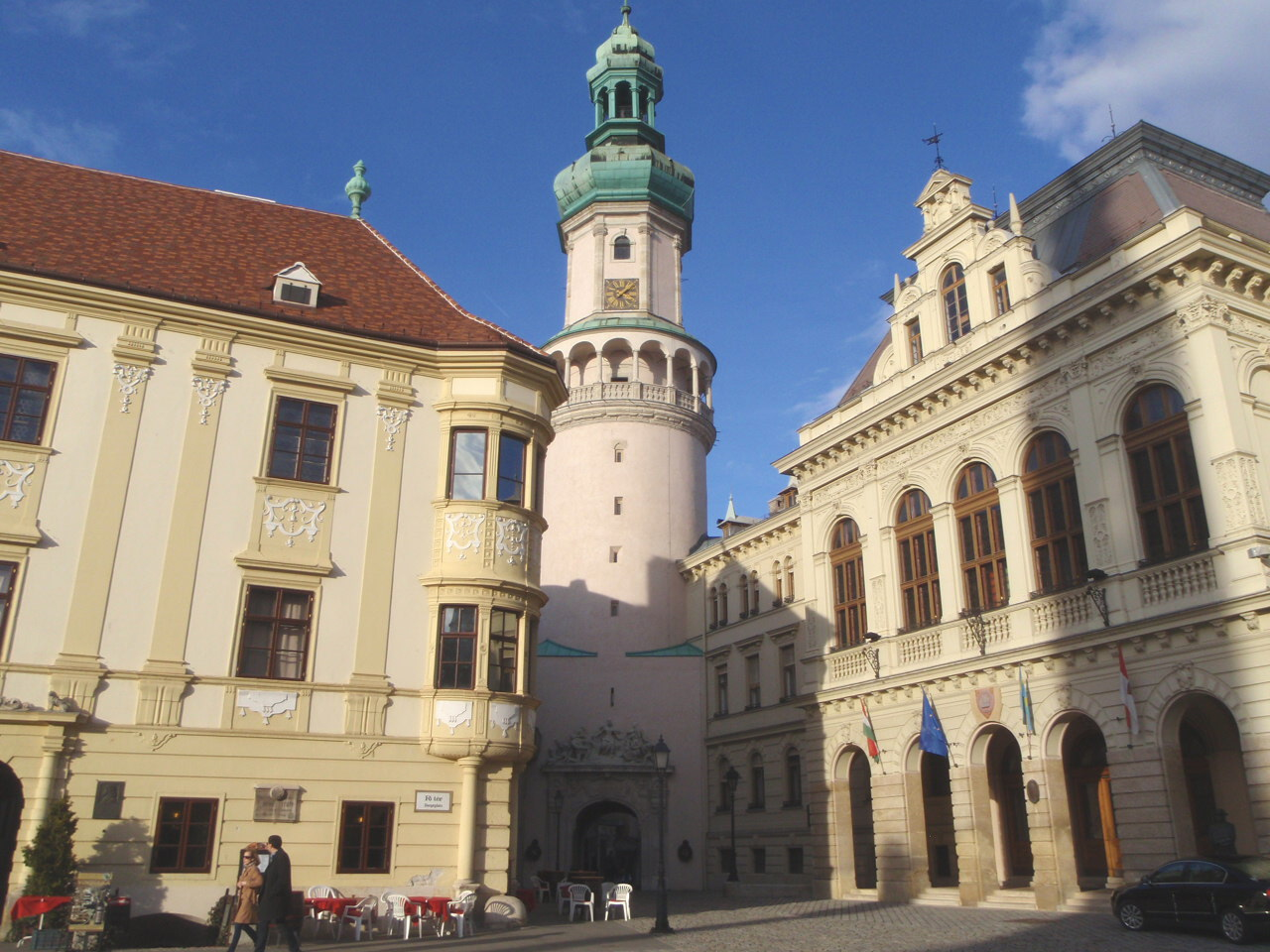
شوپرون
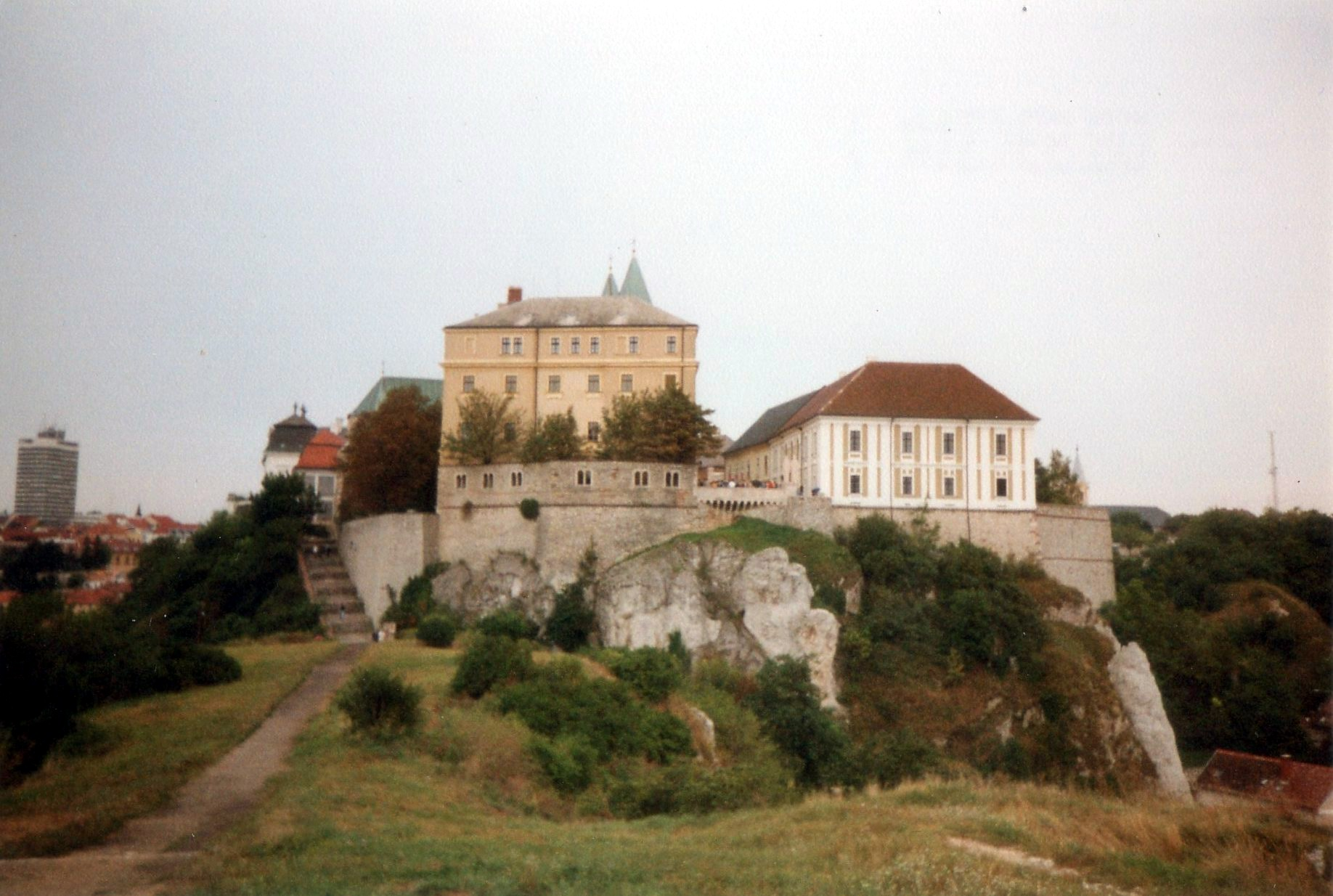
وسپرم
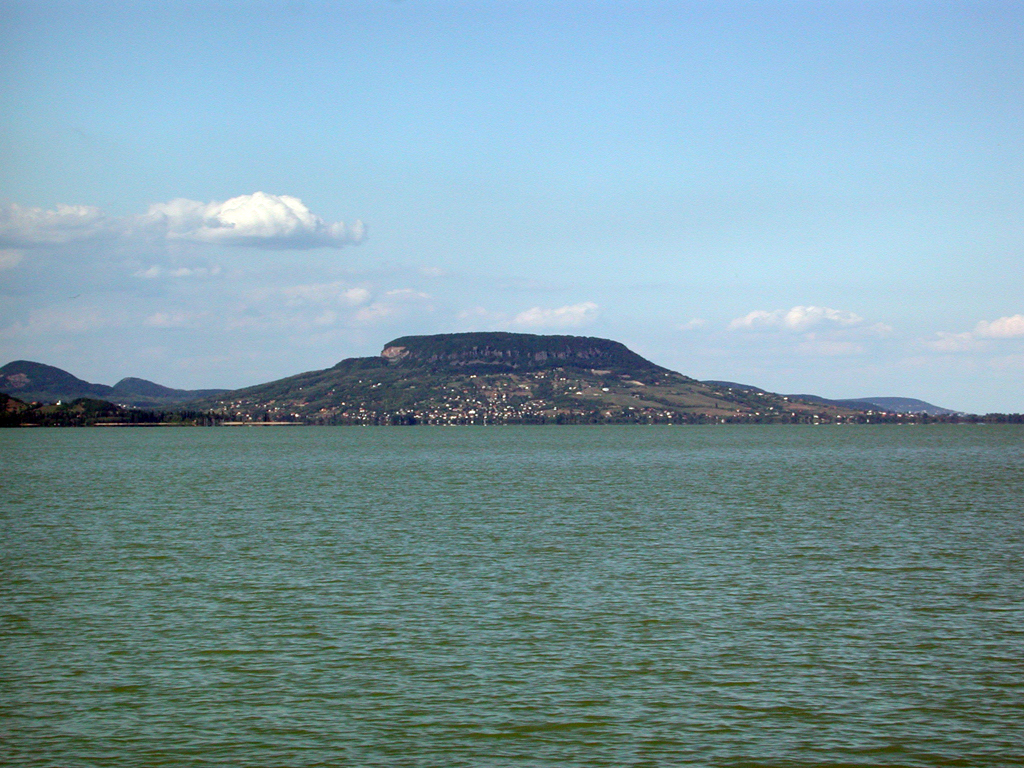
بالاتون
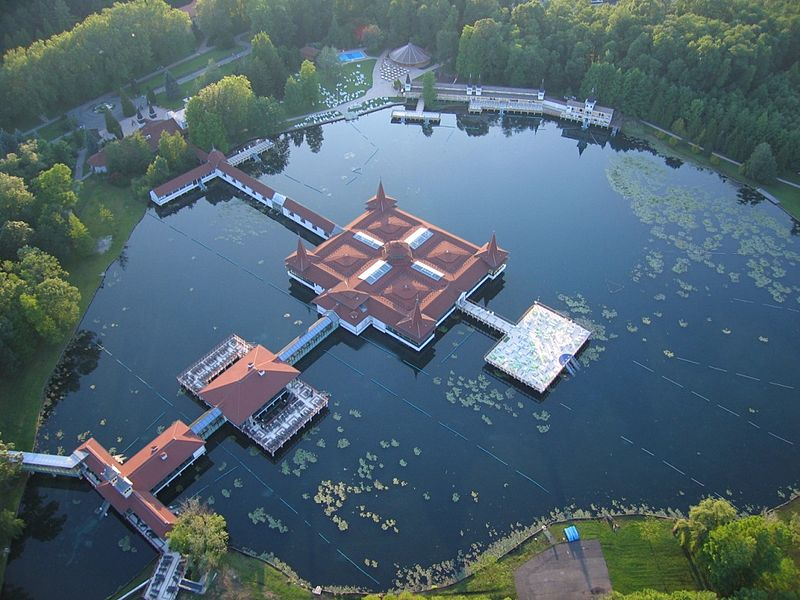
هِویز